# Douzième gouvernement de l'État espagnol
Royaume d'Espagne
Franco XI Carrero Blanco
Le Douzième gouvernement de l'État espagnol était le gouvernement du royaume d'Espagne, du 29 octobre 1969 au 11 juin 1973.

## Composition
| Poste                                              | Titulaire                                   |
| -------------------------------------------------- | ------------------------------------------- |
| Président du gouvernement                          | Francisco Franco                            |
| Vice-président                                     | Luis Carrero Blanco                         |
| Ministres                                          |                                             |
| Ministre des Affaires étrangères                   | Gregorio López-Bravo                        |
| Ministre de la Justice                             | Antonio María de Oriol                      |
| Ministre de l'Armée de terre                       | Juan Castañón de Mena                       |
| Ministre de l'Armée de l'air                       | Julio Salvador y Díaz-Benjumea              |
| Ministre de la Marine                              | Adolfo Baturone Colombo                     |
| Ministre de l'Industrie                            | José María López de Letona y Núñez del Pino |
| Ministre du Commerce                               | Enrique Fontana Codina                      |
| Ministre du Gouvernement                           | Tomás Garicano                              |
| Ministre des Travaux publics                       | Gonzalo Fernández de la Mora                |
| Ministre de l'Agriculture                          | Tomás Allende y García-Baxter               |
| Ministre du Logement                               | Luis Rodríguez de Miguel                    |
| Ministre de l'Éducation                            | José Luis Villar Palasí                     |
| Ministère de l'Information et du Tourisme          | Alfredo Sánchez Bella                       |
| Ministre des Finances                              | Alberto Monreal Luque                       |
| Ministre des Relations syndicales                  | Enrique García-Ramal                        |
| Ministre du Logement                               | Vicente Mortes                              |
| Ministre du Travail                                | Licinio de la Fuente                        |
| Ministre, secrétaire général du Mouvement national | Torcuato Fernández Miranda                  |

Le gouvernement est formé de huit membres de l’Opus Dei, le reste se partageant entre technocrates et proches du vice-président Carrero Blanco.